# Ten Little Indians (canción)
«Ten Little Indians» es una canción escrita por Brian Wilson y Gary Usher y grabada por la banda estadounidense The Beach Boys. Fue publicado en el primer y único álbum de 1962 Surfin' Safari. Es el segundo sencillo, y fue por varios años el sencillo en caer más abajo en las listas, hasta "Bluebirds over the Mountain" de 1968.

## Músicos
- Mike Love - vocal
- David Marks - guitarra
- Brian Wilson - bajo guitarra y vocal
- Carl Wilson - guitarra y vocal
- Dennis Wilson - batería

## Publicaciones
«Ten Little Indians» apareció en el álbum debut de The Beach Boys, Surfin' Safari de 1962, nunca fue lanzada de vuelta en un compilado de la banda, no hasta la aparición del box set con los sencillos del grupo, U.S. Singles Collection: The Capitol Years, 1962-1965 de 2008.